# 马斯廷号驱逐舰 (DDG-89)
马斯廷号驱逐舰（USS Mustin (DDG-89)）是美国海军阿利·伯克级驱逐舰的第三十九艘，以海军世家马斯廷家族命名。

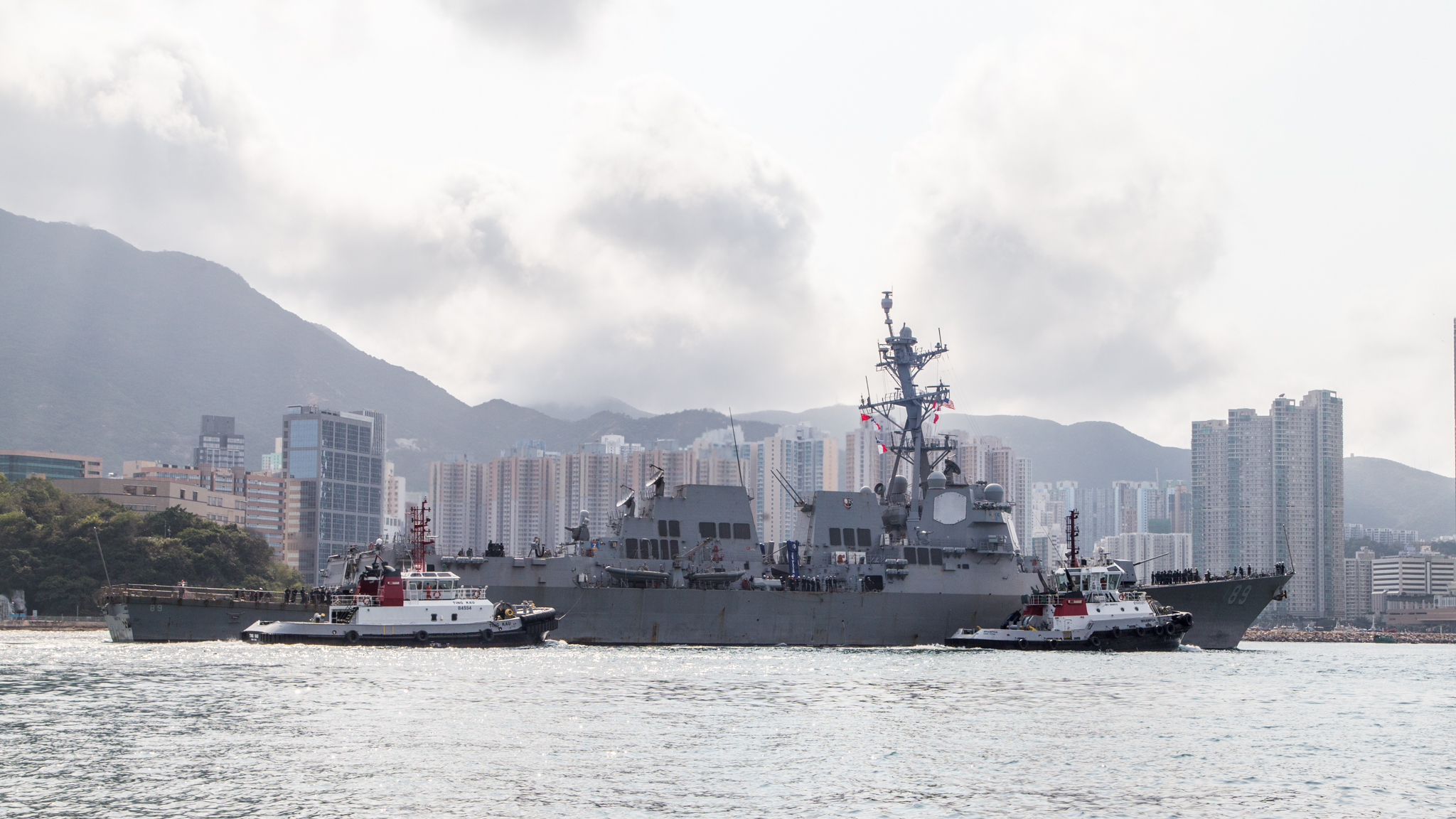
马斯廷号於2016年2月到訪香港

马斯廷号驱逐舰于2001年1月15日在密西西比州帕斯卡古拉的英戈尔斯造船厂安放龙骨，2001年12月12日下水，2003年7月26日服役。
中華人民共和國海軍的922-III型「南救510」號打撈救生船於2016年12月15日在菲律宾苏比克湾西北大約93公里處扣留了美國海軍一艘無人水下載具，「南救510」號於12月20日將其經由馬斯廷號交還給美國。

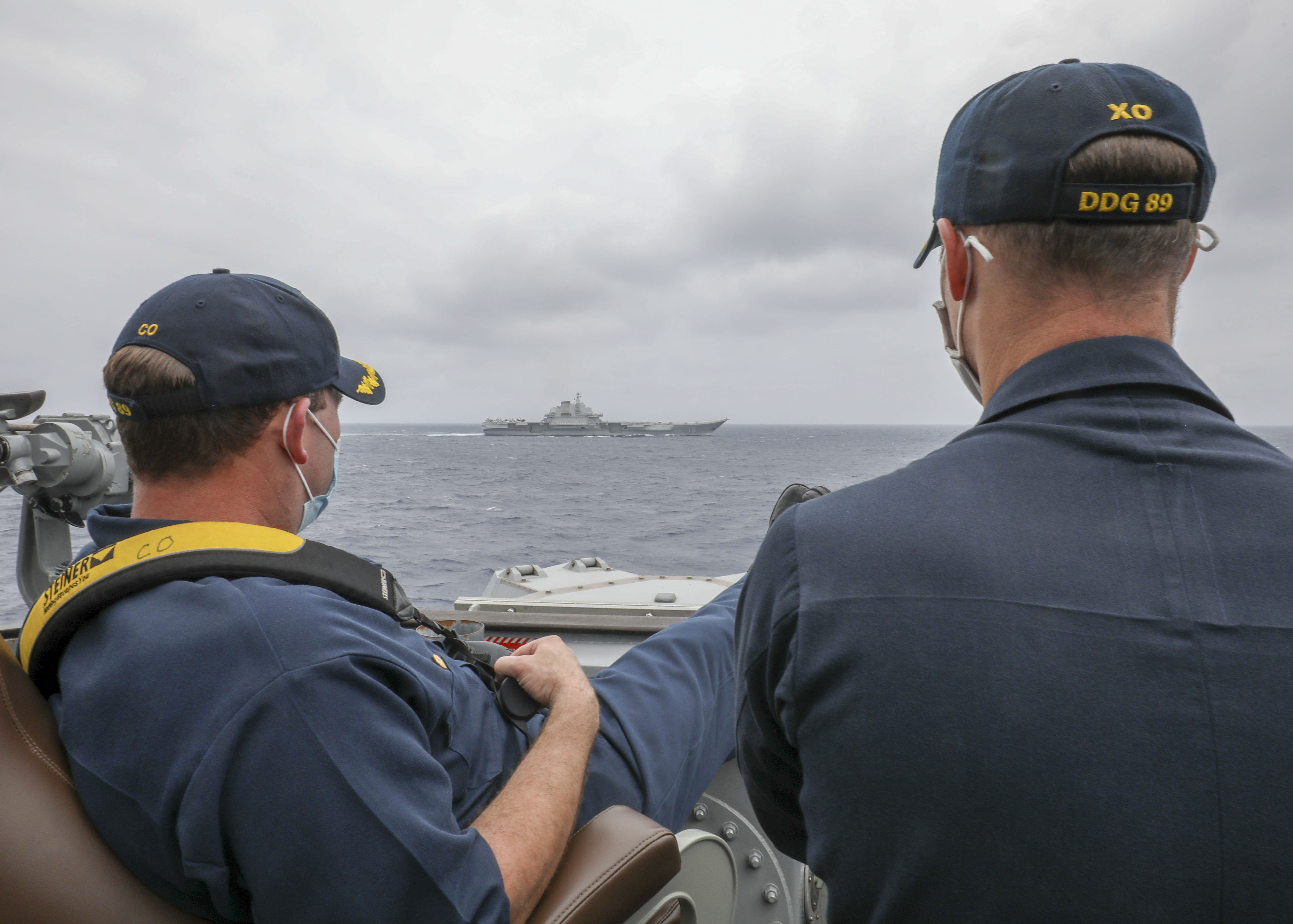
馬斯廷號正副艦長監看遼寧號航空母艦，2021年4月美國海軍攝影

2021年4月份馬斯廷號正副艦長翹腳看遼寧號的照片經美軍公布官方網站上，淡江大學學者蘇紫雲認為，美軍公布想透露的弦外之音是並不將遼寧艦的戰力放在心上。中媒《環球時報》則態度保守，多名專家都這還是要看刻意為之還是隨意而為，美軍此時發布這張照片意圖明顯，顯示出美國對抗中國的決心，意在拉攏盟友、為盟友壯膽，並提到美艦與遼寧號的距離仍在正常距離，不屬於危險接近，但也不忘反擊，宣稱引述自一名熟悉美軍工作習慣人員的說法，稱美軍工作風格比較散漫。